# Nomokracie
Nomokracie je vládou zákonů, pojem pochází z řeckých slov nomos (zákon) a kratein (vládnout). Nomokracie jako zákonná vláda je opakem autokracie.
Ve starověkém Řecku nomokracie znamenala, že panovník (který ani nebyl potřeba) měl pouze minimální vliv – zákony mohl jen velmi těžce pozměnit.[zdroj⁠?!] Zákonodárci mohli za rok přidat, odebrat, nebo pozměnit maximálně 4 zákony, a ty navíc musely být schváleny naprostou většinou.[zdroj⁠?!]
V anglosaské právní kultuře se pojem nomokracie používá ve smyslu rule of law.[zdroj?]